# 劉宣
劉 宣（りゅう せん、? - 308年）は、五胡十六国時代の漢（後の前趙）の政治家。字は士則。匈奴屠各種の攣鞮部の出身であり、光文帝劉淵の従祖（祖父の弟）に当たる。父とされる羌渠、兄とされる於夫羅・呼廚泉はいずれも南匈奴を統べる単于の地位にあった。漢帝国樹立の実質的な立役者である。

## 生涯
若いころから堅実な性格であったが物分かりは良くなく、あまり多くを語らなかったという。
成長するにつれて学問に励むようになり、規律に則った振る舞いを好んだ。また漢族の文化に強い興味を抱いていた。
著名な学者であった楽安出身の孫炎に師事し、彼のもっとも優秀な弟子の一人であった。細かく丁寧に書物を読み漁り、昼夜問わず骨身を惜しまず学び、特に『毛詩』・『左氏伝』に精通した。
孫炎はいつも感嘆して「劉宣がもし漢武（前漢の武帝）の世にあったならば、金日磾以上となっただろう」と劉宣を褒め称えた。
学問を修めると郷里に帰り、数年に渡って外へ出なかった。いつも『漢書』を読み、特に蕭何と鄧禹の伝については何度も繰り返し読み込んだ。そして「大丈夫たる私が二祖（高祖と光武帝）の時代にいたならば、二公（蕭何と鄧禹）だけに美名を独り占めはさせなかったであろう」と豪語したという。
265年、并州刺史王広は劉宣を武帝司馬炎に推挙した。司馬炎は彼を召して接見すると、その応対ぶりを褒めたたえ「劉宣に会う前は王広の言葉を虚言だと考えていた。今、劉宣の容姿、立ち居振る舞い、礼儀作法を見るに、まさに圭璋（礼式に用いる貴重な玉）の如しである。彼であれば、よくその部族を束ね、慰撫することができるであろう。」と述べ、劉宣を匈奴の右部都尉に任じ、赤い幛（掛け物）と曲蓋（儀仗用の柄の曲がった傘）を特別に支給した。劉宣は官職にあっても清廉だったために、部族の人からよく慕われた。その後、北部都尉に移り、左賢王となった。
司馬衷の時代、八王の乱と呼ばれる皇族同士の大規模な内乱が勃発した。これに呼応して各地でも反乱が勃発し、強盗略奪も横行した。
劉宣は、これを独立の絶好の機会と捉え、密かに議論を重ね「かつてわれらの祖先は、漢朝と兄弟の契りを交わし、憂いも喜びも分かち合った。だが、漢が滅び魏・晋が興ると、単于の称号は名ばかりとなり、一尺の領土すら与えられなくなった。王侯からも格下げされ、今や平民と大して変わらない。司馬氏は骨肉の争いを続け、天下は荒み切っている。今こそ我らの国家を興し、先祖よりの事業を復活させる時である。左賢王の劉淵は、風貌や才覚が常人を遥かに凌駕している。もし天命が単于を見捨てているならば、劉淵のような傑物を産み落とさなかったであろう」と宣言し、秘密裏に劉淵を大単于に推戴した。
当時の劉淵は成都王司馬穎に仕えて鄴にいたため、部族の呼延攸を劉淵の下へ派遣し、計画を伝達させた。劉淵は呼延攸を先に帰し、劉宣に五部匈奴と宜陽にいる諸胡人を集結させるよう命じ、劉宣はそれに従った。
劉淵が左国城に到着すると、劉宣は上大単于の称号を授けた。
当時、司馬穎は東嬴公司馬騰と安北将軍王浚と争っており、王浚らは烏桓・鮮卑段部を味方につけ、戦いを有利に運んでいた。劉淵は、司馬穎を救援するために右於陸王劉景と左独鹿王劉延年を鮮卑討伐に派遣すると、劉宣は固くそれを諌め「晋朝は非道にも我らを奴隷のごとく扱いました。故に、かつて右賢王劉猛は激憤を堪えられず反乱を起こしたのですが、当時はまだ晋朝の綱紀は緩んでおらず、大事は成就せず劉猛は殺されました。あの敗戦は、単于の恥です。今、司馬氏は父子兄弟で争っておりますが、これは天が晋を嫌い、我ら匈奴に天下を授けようとしているのです。単于（劉淵）は、身に徳があり、晋人すら感服させてきました。今こそ、国家・民族を振興させて、呼韓邪の事業を復活させる時なのです。鮮卑や烏桓はわれらの助けとすべきであり、彼らと争い仇敵の関係になる必要などありません。天がわれらに手を貸し、晋朝を滅亡させようとしている時に、その意思に逆らってはなりません。もし逆らえば、事業を成功させることはできないでしょう。天が与えようとしているものを受け取らなくては、逆に罰を受けることになります。どうか単于は、進むべき道を間違われませんよう」と言った。劉淵は、劉宣の諫めを受け「確かにそなたの言うとおりである。しかし、一つだけ間違っている事がある。男として生まれたからは、劉邦や曹操にこそ並ぶべきである。呼韓邪なんぞでは、力不足である」 と言った。劉宣は感嘆し「その壮大な器、われらの及ぶところではございません」と言って、頭を下げた。
304年10月、劉淵は晋朝からの自立を宣言し漢王を名乗ると、劉宣は丞相に任じられた。劉淵が即位した際にも、劉宣の謀略が大きく関わっていたという。劉宣は開国の元勲として特に劉淵から重用され、軍事・内政問わずあらゆることに参画した。その後、都督中外諸軍事・領丞相・右賢王となった。
308年10月、病のために死去した。